# Châteauneuf-de-Galaure
Châteauneuf-de-Galaure é uma comuna francesa na região administrativa de Auvérnia-Ródano-Alpes, no departamento de Drôme. Estende-se por uma área de 18,08 km². Em 2010 a comuna tinha 2 400 habitantes (densidade: 132,7 hab./km²).
É banhada pelo rio Galaure.